# Hada hospita
Hada hospita är en fjärilsart som beskrevs av Bang-haas 1912. Hada hospita ingår i släktet Hada och familjen nattflyn. Inga underarter finns listade i Catalogue of Life.